# Emanuele Giardina
Emanuele Giardina, noto anche con lo pseudonimo di Eligi (Pachino, 19 ottobre 1903 – Catania, 13 aprile 1986), è stato un avvocato, politico e giornalista italiano.
Eletto podestà di Catania dal 27 marzo 1940 al 31 marzo 1943, dopo essere stato commissario straordinario della stessa città per alcuni mesi.

## Biografia
Si laureò in giurisprudenza a Catania nell'anno accademico 1930-31 con una tesi su "Politica e diritto".
Dal 1932 fece parte della redazione del settimanale umoristico Il prode anselmo. 
Dal 16 aprile 1940, per il biennio accademico 1939-1941, fu membro del CdA della R. Università di Catania, quale rappresentante del Comune. Nel 1967 fu segretario dell'unione comunale del PRI. 
Fu eletto presidente del Rotary Club di Catania negli anni 1971-1972 e 1972-1973. Divenne socio della sezione catanese dell'Istituto per la Storia del Risorgimento italiano. Il figlio Emilio fu un economista dell'Università di Catania.

## Curiosità
Nel cugino Edoardo Lentini, podestà della Catania nel romanzo Il bell'Antonio (1949) di Vitaliano Brancati, è riconoscibile proprio Emanuele Giardina, cugino e amico dello scrittore siciliano.